# Lijst van muziekstijlen per genre
Dit is een lijst van muziekstijlen per genre. 

## Klassiek

### Stijlperioden chronologisch
In de westerse kunstmuziek kunnen de volgende stijlperioden worden onderscheiden:
- Kerkmuziek
  - Gregoriaanse muziek
- Middeleeuwse muziek
  - Organum
  - Ars antiqua
  - Ars nova
  - Ars subtilior
- Renaissance
  - Polyfonie
- Barok
  - Contrapunt
- Rococo
  - Galante stijl
- Classicisme
- Romantiek
  - Neoromantiek
- Avant-garde
- Moderne muziek
  - Dodecafonie
  - Impressionisme
  - Minimalistische muziek (minimal music)
  - Musique concrète
  - Serialisme
- Eigentijdse klassieke muziek

### Compositievormen
In de westerse kunstmuziek kunnen de volgende compositievormen worden onderscheiden:
- Ballade
- Bourree
- Canon
- Cantate
- Chaconne
- Close harmony
- Concerto grosso
- Concerto grosso
- Courante
- Duet
- Écossaise
- Fantasie
- Forma bipartita
- Fuga
- Gavotte
- Gigue, Jig
- Imitatie
- Impromptu
- Kamermuziek
- Lied
- Liedvorm
- Loure
- Mars
- Mazurka
- Menuet
- Mis
- Ouverture
- Partita
- Passacaglia
- Pianokwartet
- Pianokwintet
- Pianotrio
- Polka
- Polonaise
- Prelude
- Rapsodie
- Requiem
- Ricercare
- Rondo
- Sarabande
- Semiopera
- Scherzo
- Soloconcerto
- Sonate
- Sonatevorm (hoofdvorm)
- Sonatine
- Strijkkwartet
- Suite
- Symfonie
- Symfonisch gedicht
- Variatie
- Wals
- Weens of klassiek rondo

### Theatermuziek
In de westerse kunstmuziek kunnen de volgende vormen van theatermuziek worden onderscheiden:
- Balletmuziek
- Cabaret
- Chanson
- Kleinkunst
- Masque
- Musical
- Opera
- Operette
- Oratorium

## Folk,volksmuziekenwereldmuziek
Volks- en Wereldmuziek
- Batuque
- Afrobeat
- Afrobeats
- Bulgaarse volksmuziek
- Cante alentejano
- Coladeira
- Fado
- Folk
- Funaná
- Gamelan
- Geordie
- Hongaarse volksmuziek
- Hindoestaanse muziek
- Ierse folk
- Krontjong
- Klezmer
- Mbalax
- Mor lam
- Mor lam sing
- Morna
- Noordse volksmuziek
- Poolse muziek
- Rai
- Rebetika
- Samba
- Sefardische muziek
- Sevdah
- Son
- Volksmuziek in Nederland
- World percussion
- Zigeunermuziek

Volksliederen
- Ballade
- Drinklied
- Geuzenliederen
- Kinderlied
- Kerstmuziek
- Protestlied
- Rondo
- Shanty
- Sinterklaaslied
- Straatlied
- Volksliedje
- Zeemanslied

Volks- en gezelschapsdansen
- An-dro
- Bourree
- Gaillarde
- Gavotte
- Gigue
- Mazurka
- Mars
- Matelot
- Menuet
- Polka
- Saltarello
- Salonmuziek
- Schottische
- Tovercirkel
- Quadrille
- Weense wals
- Wals

Ethno-Pop
- Dangdut
- Esperantomuziek
- Vikingarock
- Zeuhl

Americana
- Americana
- Bluegrass
- Cajun
- Countrymuziek
- Gospelmuziek
- Hillbilly
- Negrospiritual
- Western swing

## Latin
- Axé
- Bachata
- Bambuco
- Bossanova
- Calypso
- Choro
- Cumbia
- Forró
- Funk carioca
- Kompa
- Merengue
- Salsamuziek
- Samba
- Sertanejo
- Tango nuevo
- Timba
- Songo
- Son
- Brega
- Tango
- Latin rock

Jamaica
- Dancehall
- Dub
- Ragga
- Reggae
- Reggaeton
- Rocksteady
- Rootsreggae
- Ska

## Schlagerenlevenslied
- Chanson
- Luisterlied
- Fado
- Levenslied
- Parlando
- Schlager
- Smartlap

## Jazz
Vroege jazz
- Bigband
- Chicago-jazz
- Dixieland
- Latin jazz
- New Orleans-jazz
- Novelty piano
- Ragtime
- Symfonische jazz
- Zigeunerjazz

Moderne jazz
- Acid jazz
- Bebop
- Bop
- Europese jazz
- Latin jazz
- Hardbop
- Cooljazz
- Postbop
- Jazzfunk
- Jazzrock
- Fusion
- Freejazz
- Lounge
- Neo-bop
- Nu jazz
- Popjazz
- Smooth jazz
- Souljazz
- Swing
- Westcoast

## R&b
Blues
- Blues
- Chicagoblues
- Deltablues

Urban
- Blaxploitation
- Gangstarap
- Hiphop
- Human beatbox
- Moderne r&b
- Nederhop
- Oldskool hiphop
- Rap

R&b en soul
- Boogiewoogie
- Breakdance
- Doowop
- Funk
- Jive
- Motown
- P-funk
- Popcorn
- Rhythm-and-blues
- Soul
- Zydeco

## Rock
Rock-'n-roll
- Indorock
- Rock-'n-roll
- Rockabilly
- Psychobilly
- Surf

Hardrock
- Glam
- Hardrock
- Adult-oriented rock

Alternatief: jaren 60
- Garage
- Folkrock
- Psychedelische rock
- Singer-songwriter

Art en experimentele rock
- Progressieve rock
- Krautrock
- Rock in Opposition
- Symfonische rock

Metal
- Black metal
- Deathmetal
- Folkmetal
- Heavy metal
- Industrial metal
- Metal
- New wave of American heavy metal
- NWOBHM
- Nu metal
- Progressieve metal
- Rapcore
- Speedmetal
- Thrashmetal
- White metal

Punk
- Celtic punk
- Cowpunk
- Folkpunk
- Grunge
- Hardcore punk
- Poppunk
- Punk
- Ska-punk
- Skatepunk
- Streetpunk

Indie
- Lo-fi
- Garagerock
- Grunge
- Medieval
- Neofolk
- Noise
- Postrock
- Shoegaze
- Collegerock
- Gothic
- Industrial
- New romantic
- New wave
- Martial industrial (military pop)
- Powernoise
- Stonerrock
- Synthpop

## Pop
Pop
- Belpop
- Britpop
- Bubblegum
- Dreampop
- Futurepop
- Hyperpop
- Japanse pop
- Koreaanse pop
- Levenspop
- Nederpop
- Teenybopper

Beat
- Beat
- Eurobeat
- Merseybeat
- Nederbeat

## Elektronische muziek
- Abstract
- Acid house
- Ambient
- Breakbeat
- Breakcore
- Bubbling
- Chill-out
- Clubhouse
- Dance (EDM)
- Dark ambient
- Darkwave
- Deephouse
- Disco
  - Eurodisco
  - Hi-NRG
  - Italodisco
- Drum-'n-bass
- Drumstep
- Dronedoom
- Dubstep
- Downtempo
- Early hardcore
- EBM
- Electro
- Elektronisch
- Emocore
- Eurobeat
- Eurodance
- Extratone
- Frenchcore
- Funky house
- Future house
- Gabberhouse
- Goa
- Garage House
- Grime
- Hands up
- Happy hardcore
- Hardcore
- Hardhouse
- Hardstyle
- Hardtrance
- Hiphouse
- Horrorcore
- House
- Illbient
- Industrial hardcore
- Intelligent dance music
- Jungle
- Jump
- Latin house
- Melodic Techno
- Minimal techno
- New age
- New beat
- Noise
- Old skool EBM
- Progressive house
- Progressive trance
- Psychedelic trance
- Rapcore
- Rave
- Riddim
- Rhythmic industrial
- Speedcore
- Techno
- Tekno
- Terrorcore
- Trance
- Trap
- Triphop
- Uptempo
- Warehouse Techno

## Diversen
- Lichte muziek
- Muzak
- Programmamuziek